# 朝鮮民主主義人民共和国の農業

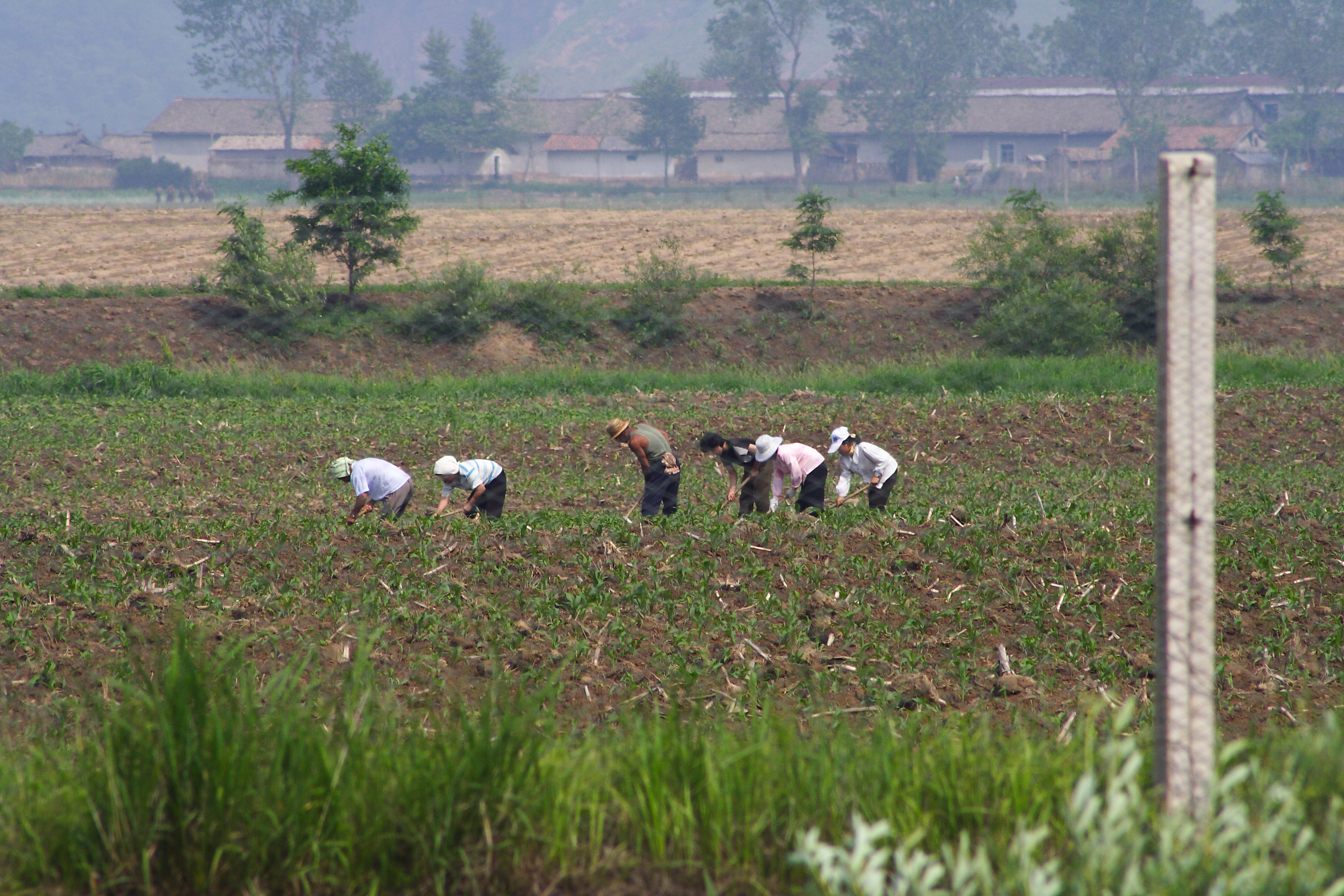
畑にいる北朝鮮の農民たち。

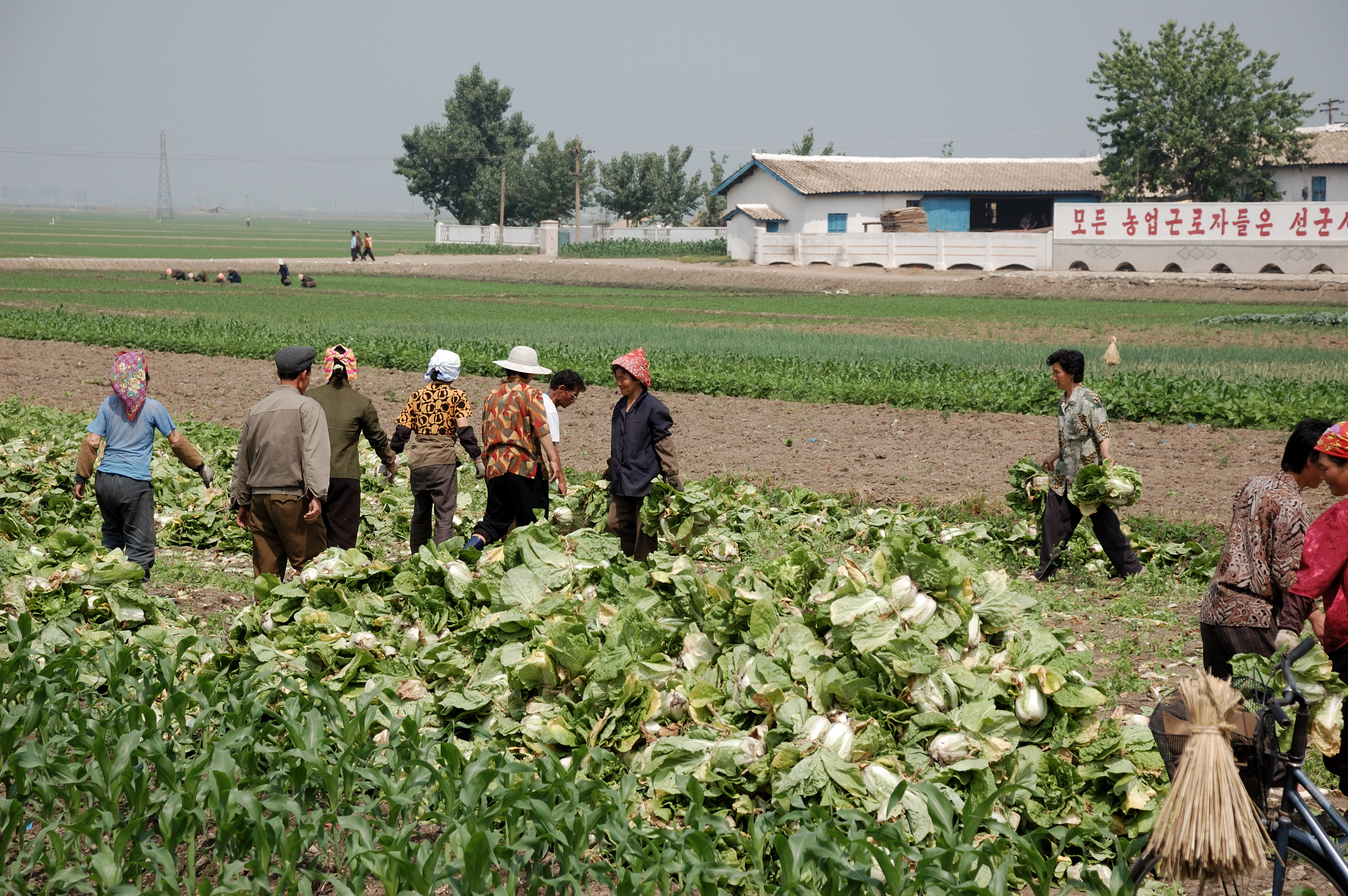
2008年。北朝鮮の農場にて。

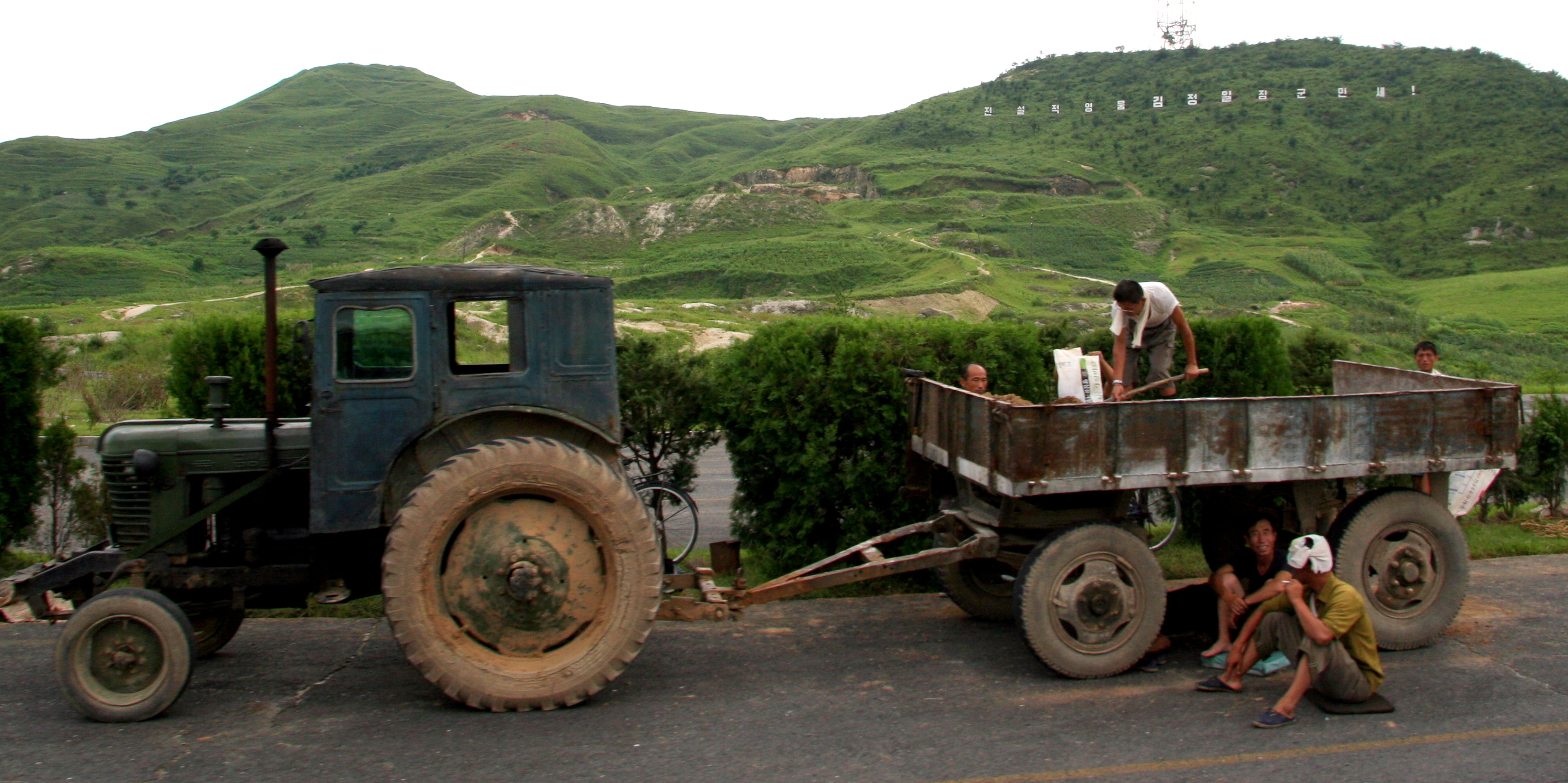
北朝鮮のトラクター。

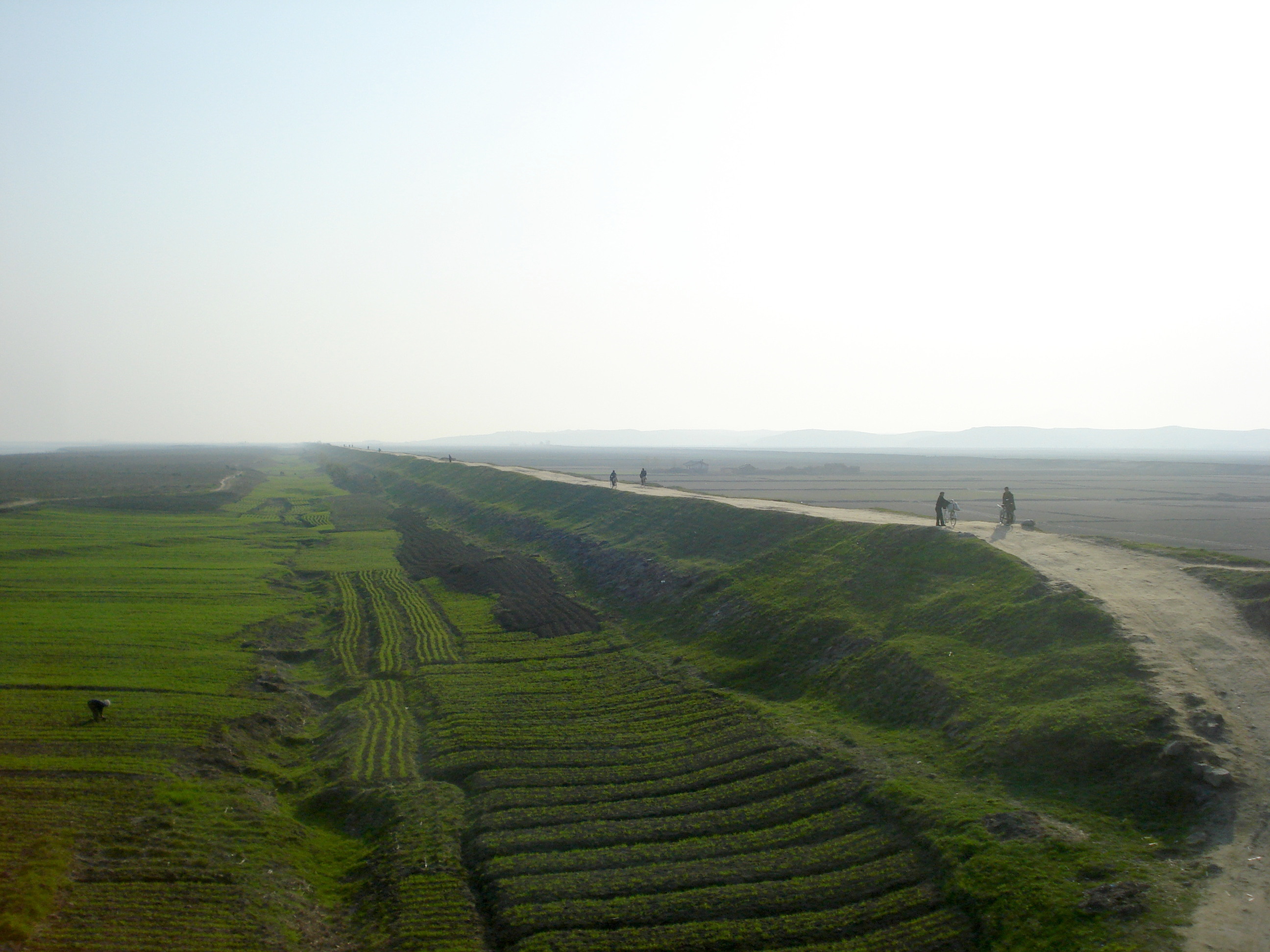
朝鮮民主主義人民共和国で育つ作物。

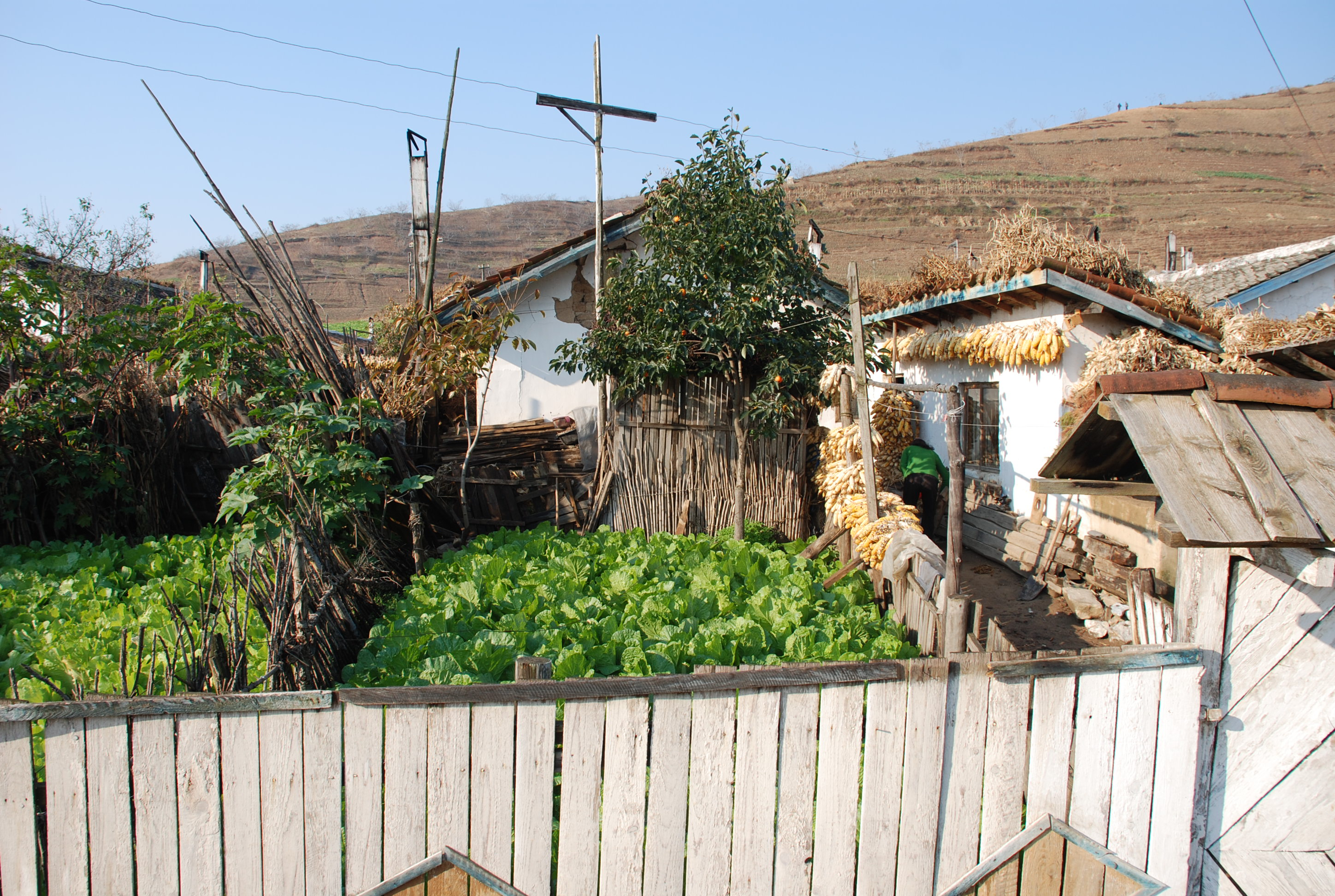
人々の家を囲む個人菜園で栽培された食べ物。

朝鮮民主主義人民共和国（以下、北朝鮮）の農業は4つの西海岸の平地に集中しており、より長い生育期間、平坦な土地、十分な降雨量、そして良好な灌漑土壌が最も集中的な作物栽培を可能にしている。咸鏡道と江原道を貫く狭い土地がある。
自強島と両江道の内陸地方は山地が多く、寒く、乾燥しているため、多くの農業を営むことができない。山は北朝鮮の森林保護区の大部分を占めており、主要農業地域と農業地域の間の丘陵地帯は、家畜の放牧と果樹栽培のための土地を提供している。
主な作物は米とジャガイモである。2012年、北朝鮮労働力の23.4%が農業に従事していた。

## 農業条件
北朝鮮の乏しい農業資源は農業生産を制限している。気候、地形、土壌条件は農業に特に有利なものではなく、作物の収穫期間は比較的短い。全土の約17%である約20,000km2だけが耕作可能であり、そのうち14,000km2だけが穀物栽培に適している。
これに対し、韓国の耕地面積は22％で、その65％が穀物栽培に充てられている
天候は標高によって大きく異なり、降水量が少なく不毛の土壌もあり、400m以上の高地の土地は放牧以外の用途には適していない。降水量は地理的にも季節的にも不規則で、ほとんどの地域で年間降水量の半分程度が夏の3ヶ月間に発生する。このパターンは、灌漑網と洪水防止網が整備された暖かい地域での水田稲作を好む。米の生産量は1ヘクタールあたり5.3トンで、国際基準に近い。

## 農産物

### 米
米は北朝鮮の主要な農産物である。

### ジャガイモ
ジャガイモは北朝鮮で重要な食料源となった。1990年代の飢饉の後、「ジャガイモ革命」が起こった。1998年から2008年の間に、北朝鮮のジャガイモ栽培面積は200,000haに4倍に増加し、一人当たりの年間消費量は16kgから60kg(35～132lb)に増加した。

ジャガイモは二級食品とされていたが、農村部では米の代わりに主食となった
。

### 温室製品
2014年以降、多くの温室が建設され、新しい準民間業者が農民と協力して資金を調達し、イチゴやメロンなどの柔らかい果物を栽培している。
商人たちは、都市の市場での流通と販売を手配している。

### 家禽類
2021年現在、全国に約30の大型養鶏場がある。

## 食品流通システム
1950年代以降、大多数の北朝鮮の人々は公共配給システムを通じて食糧を受け取った。公共配給システムは、農業地域の農民が生産量の一部を政府に引き渡した後、余剰分を都市部に再配分する仕組みであり、独自に食糧を栽培することはできない。都市人口を含む北朝鮮人口の約70%が、政府が運営するこのシステムを通じて食料を供給されている。
洪水以前は、受給者は一般的に1日あたり600～700g、上級公務員、軍人、重労働者、公安は700～800gと、やや多めに割り当てられていた。2013年現在、1人当たりの穀物供給量の目標平均は573gであるが、年齢、職業、配給の有無（学校給食など）によって異なる。
生産量の減少は、公共流通システムを通じて入手できる食料の量に影響を与えた。北朝鮮政府が集団農民にさらなる制限を課したため、不足はさらに悪化した。公的配給制度の適用を受けたことのない農民が、政府から一人当たりの年間食料配給量を167kgから107kgに減らされたとき、彼らは必要な量の穀物を差し控えることで対応した。飢餓 難民は、政府が1994年に公的配給量を150グラムに、1997年には30グラムに減らしたと報告している。
公共配給システムは1998年4月から8月(4～8月は凶年でもある)までの食糧供給に失敗し、1999年3月から6月まで食糧を提供できなかった。1998年1月、北朝鮮政府は、公共配給システムがもはや配給を行わないので、世帯はどうにかして食糧を自給しなければならないと公に発表した。 2005年まで、公共配給システムは、世帯に絶対的に必要な最小熱量の約半分しか供給していなかった。2008年にはシステムが大幅に回復し、2009年から2013年までのほとんどの期間、1人当たり1日平均400グラムだったが、2011年以降、5月から9月までは1日平均200グラムに減少した。
2000年代初頭、北朝鮮の平均的な世帯の収入の約80％は、北朝鮮では違法である小規模事業から得られたと推定されている。2002年と2010年に民間市場が徐々に合法化され、2013年現在、都市および農産物市場は10日ごとに開かれ、ほとんどの都市住民は市場から2km以内に住んでいた。これは、市場が食料調達においてますます重要な役割を果たしているためである。

## 農業政策
自給自足は依然として北朝鮮のイデオロギーの重要な柱であるため、食料生産の自給自足は価値ある目標と考えられている。都市と農村の生活水準の「格差」を縮めるという政府政策のもう一つの目標は、農業部門への継続的な投資を必要とする。最後に、ほとんどの国でそうであるように、食料の供給や価格の変化は、一般市民にとって最も顕著で敏感な経済問題であり、国の安定は市場の進歩性に依存している。
国の安定は、市場の緩やかさに依存している。市場の緩やかさが速やかでない場合、リーズナブルな価格で食品を継続的に促進することが望ましい。1990年代初頭には、深刻な食糧枯渇があったことがある。

農業政策に関する最も広範な声明は、農業の発展に対する政府の関心を強調した金日成の1964年の「わが国の社会主義農業問題に関するテーゼ」に具現化されている。金日成は、農村の技術的および教育的進歩とともに、所有と管理の集団的形態を強調した。
2005年以降、主に豚、家禽、ウサギ、養殖場、漁業などのタンパク源の利用可能性を高める努力がなされている。
養殖場と漁業である。

## 農業の歴史

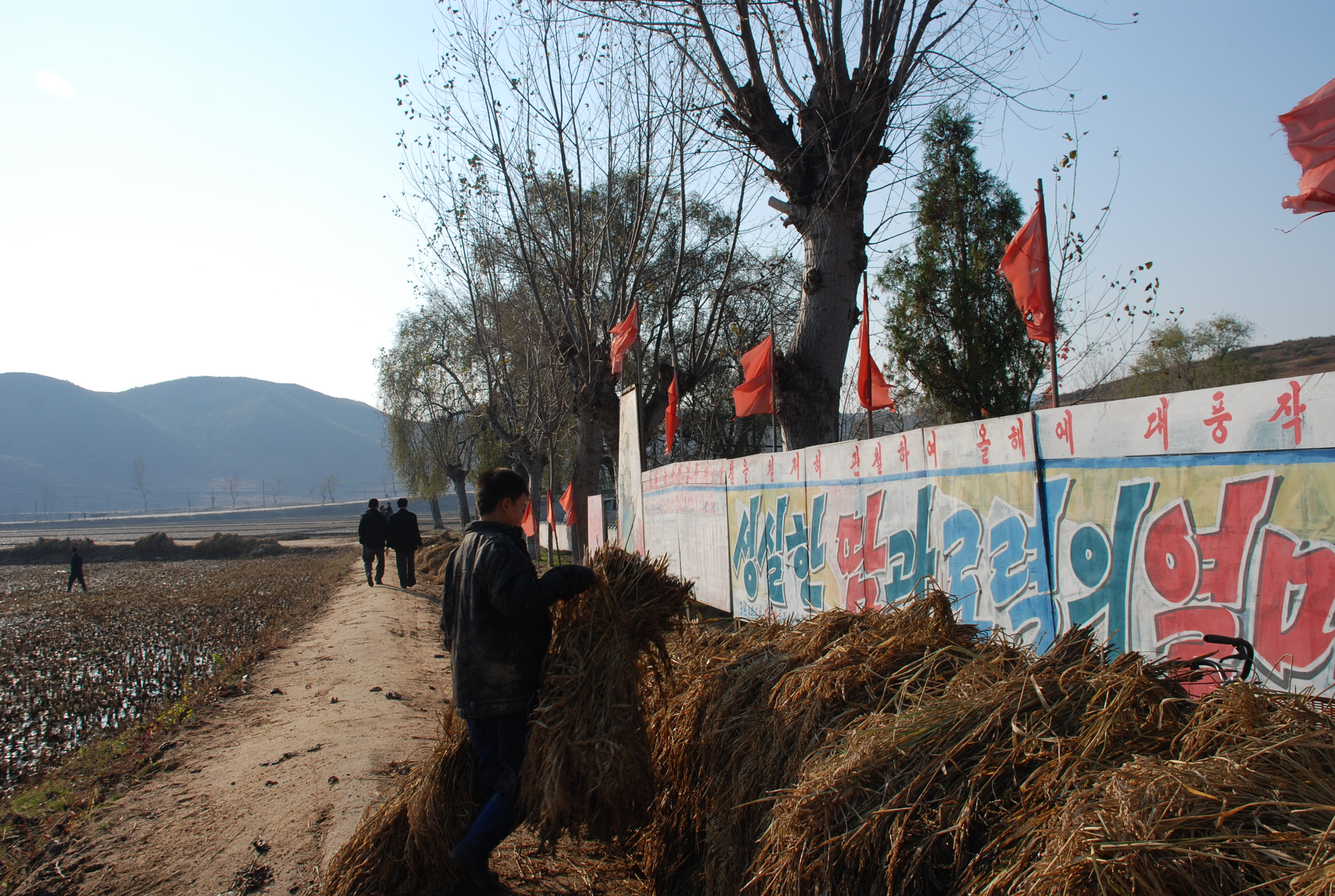
北朝鮮の農業は機械がほとんど見られず、肉体労働に依存している。収穫の季節になると、学生は秋の雨が降る前に間に合うように穀物を持ち帰るために、都市から徴兵されることが多い。

産業化が進むにつれ、農業と林業、そして漁業が国民総生産に占める割合は、1945年と1946年の63.5％と31.4％から1990年には26.8％と最低を記録した。労働力から彼らが受け取ることができる分も1960年の57.6%から1989年の34.4%に減少した。
1990年代の機械化作業（灌漑用水ポンプを含む）の能力の低下と化学物質投入の不足は、収穫量の減少と収穫および収穫後の損失の増加に明らかに貢献した。
1990年代後半から農業生産は徐々に改善され、2013年までに北朝鮮は主食である米の完全自給に近づいた。 特に米の収量は着実に改善されたが、他の作物の収量は一般的に改善されていない。タンパク質を摂取できる食品の生産は依然として不十分である。化学肥料へのアクセスは減少しているが、堆肥やその他の有機肥料の使用が奨励されている。

### 危機と飢饉(1994-1998)
1994年から1998年まで、北朝鮮は飢饉に見舞われた。1998年以降、農業生産は徐々に回復し、2013年までに北朝鮮は食料自給率に近づいた。しかし、2013年現在、ほとんどの家庭は、食品を摂取することが非常に乏しいか、貧弱であり、タンパク質摂取は依然として不足している。
1990年代、北朝鮮の経済は停滞し、危機的な状況となった。ソ連と中国の経済支援は経済成長の重要な要素であった。1991年、ソ連は崩壊し、支援を撤回し、輸入品に対する硬貨の支払いを要求した。中国は一部の支援を提供し、食料と石油を供給するために介入し、そのほとんどが安い価格で提供されたと言われている。しかし、1994年、中国は北朝鮮への輸出を停止した。北朝鮮の硬直化した政治・経済体制は、変化する世界に対応する準備が不十分な状態であったため、1990年代に入ってから北朝鮮の経済は縮小し、工業生産が減少し始めた。
肥料、殺虫剤、灌漑用電気を含む産業に投入される物資が不足し、農業生産量も1990年代半ば、北朝鮮に一連の自然災害が発生してから減少し始めた。この継続的な減少と1995年の記録的な洪水を含む一連の自然災害と相まって、北朝鮮史上最悪の経済危機の一つを引き起こした。 この危機の他の原因は、高い国防費(GDPの約25%)と政府の誤った政治方針だった。その結果、1992年から1998年の間に北朝鮮の経済は50％縮小し、数百万人（最大300万人）が飢餓で死亡したと推定されている。
北朝鮮は1993年12月、農業、軽工業、対外貿易などを最優先する3カ年移行経済政策を発表した。肥料不足、自然災害、劣悪な貯蔵状態、輸送慣行により、年間100万トン以上の穀物自給率が不足している。さらに、電力生産のためのスペアパーツや石油を購入するための外貨が不足しているため、かなりの数の工場が長期間休止している。
1990年代の飢饉は多くのスターリン主義の経済制度を麻痺させた。政府は直接生産とインフラ施設事業に軍隊を投入する金正日の先軍政策を推進した。政府の経済自立政策の結果、北朝鮮経済は世界経済についていけず、他の国に比べてますます孤立しており、彼らの産業発展と構造は全く国際競争力を反映していない。

### 食料不足

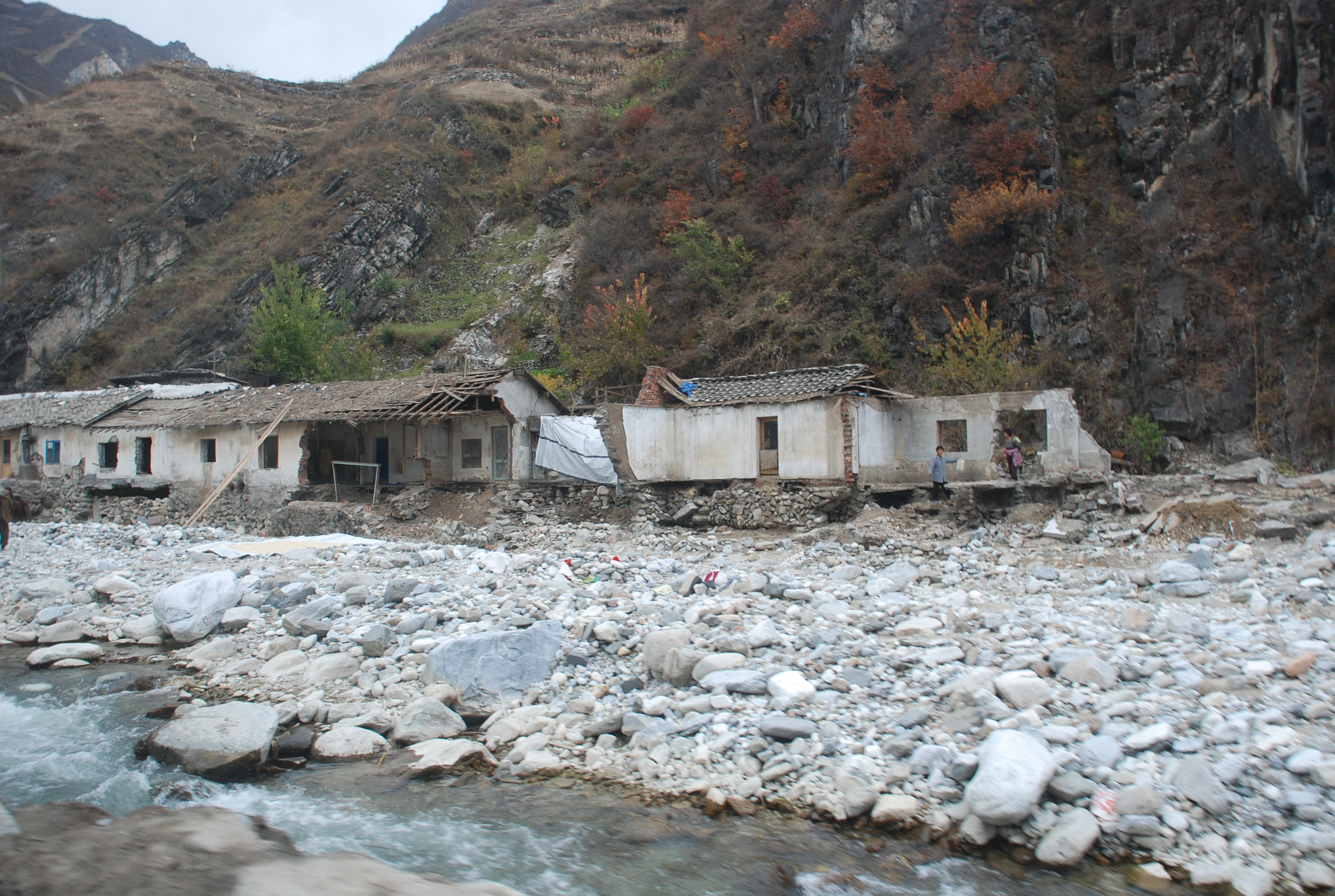
2012年7月の洪水で被害を受けた咸鏡南道の住宅

食糧不足は、大規模な洪水と政治的失敗、そして国の貧弱な耕作地の組み合わせの直接的な結果である。
2004年には、人口の半数以上（57％）が健康を維持するのに十分な食料を持っていなかった。子供の37%は成長が遅れ、母親の1/3は深刻な栄養失調であった。
2006年、世界食糧計画（WFP）とFAOは、北朝鮮の国内生産量はわずか380万トンであり、530万～650万トンの穀物が必要であると推定している。北朝鮮はまた、農業のために伐採された森林が土壌侵食を引き起こし、土地の荒廃に直面している。過酷な気象条件による農産物生産量の減少（2011年の小麦と大麦の生産量はそれぞれ50％、80％減少）と世界的な食料価格の上昇は、食糧不足をさらに深刻化させ、600万人の北朝鮮住民を危険にさらしている。
民間物資の販売への依存度が急激に高まり、国際援助の増加に伴い、状況は多少改善され、2014年現在、ほとんどの北朝鮮住民にとって栄養不足はもはや主要な懸念事項ではなくなっている。 また、公的配給制度は依然として続いている。
2016年の食料生産量は2015年の450万トンから480万トンに7%増加し、北部は南部よりも多くの食料を生産し、2017年の生産量は2%減の470万トンと推定される。 It is estimated production decreased by 2 percent in 2017 to 4.7 million tonnes.2018年の食料生産量はさらに減少し、64万千トンの食料輸入が必要となり、昨年と比較すると、45万6千トンが必要となり、北朝鮮は39万トンを輸入し、6万6千トンを寄付された。